# Château de la Brunière
Le château de la Brunière est un château protégé des monuments historiques en 1984. Il est situé au Givre, dans le département français de la Vendée.

## Histoire
Le château vit le jour durant la période troublée de la guerre de Cent Ans. Douze cheminées monumentales en granit ornent l’intérieur de la demeure. En 1591 Jean Bodin entreprit de le reconstruire et le marqua de son sceau. Il prit alors le style de la Renaissance qui le rendit très hospitalier. C’est d’ailleurs dans ce château que le roi Henri IV choisit de s’y reposer. En 1621, les troupes royales l’envahirent et le saccagèrent.
Le château était autrefois la propriété de la famille de Veillechèze de La Mardière. Il appartient aujourd'hui à ses descendants, le docteur Thierry Gorphe et sa sœur, la baronne de Vauchaussade de Chaumont (née Christine Gorphe).
Le château est classé au titre des monuments historiques depuis le 8 octobre 1984 pour les façades et les toitures du corps de logis et la grande cheminée du rez-de-chaussée et est inscrit depuis cette même date pour les façades et les toitures de l'aile des communs et le pont sur les douves.